# Йоганнесбург
Йога́ннесбург (англ. Johannesburg) — найбільше за кількістю мешканців місто в ПАР. Містяни скорочено називають своє місто «Йобург». Центр провінції Гаутенг, найбагатшої провінції в ПАР, головний економічний центр у золотопромисловому районі Вітватерсранд.
Населення муніципалітету на 2023 рік становить 4434827 жителів, а всієї агломерації 8 млн осіб. Однак, якщо рахувати з околицями агломерації, то населення перевищує 10,5 мільйонів жителів. На південному заході Йоганнесбурга розташоване Совето, у якому зосереджена велика кількість мігрантів і сезонних робітників.
У 2000 році з міста Йоганнесбурга та навколишніх територій була сформована нова адміністративна одиниця міського округу Йоганнесбург.
У Йоганнесбурзі розташований Конституційний Суд ПАР.
У 2002 році у місті відбулася зустріч на найвищому рівні з питань сталого розвитку. Йоганнесбург — центр широкомасштабної торгівлі золотом та алмазами, які видобувають у навколишніх горах.
У Йоганнесбурзі розміщений Конституційний суд ПАР.
У 2002 році у місті відбулася зустріч на найвищому рівні з питань сталого розвитку. Йоганнесбург — центр широкомасштабної торгівлі золотом та алмазами, які видобувають у навколишніх горах.

## Історія
У давнину територію нинішнього Йоганнесбурга населяли племена мисливців і збирачів, які належали до капоїдної раси. У XIII столітті почалося проникнення у ці землі племен банту, що супроводжувалося знищенням корінних жителів. До середини XVIII століття бушмени остаточно були винищені.
Племена сото-тсвана, що захопили територію, будували невеликі міста з глинобитними будинками і кам'яними адміністративними і релігійними спорудами, займалися землеробством і скотарством, виплавляли залізо. На початку XIX століття войовничі зулуські племена, що мешкали на узбережжі в районі нинішнього Дурбана, розпочали експансію вглиб материка. Вторгнення зулусів, що часто супроводжувалися захопленням молодих жінок підкорених народів і поголовним знищенням всіх інших, поставили сото-тсвана на межу знищення. Ситуація, що склалася, допомогла бурам, що рухалися на північ, закріпитися у Вітватерсранді, оскільки бачили в бурах єдиний порятунок від зулусів місцеві жителі надавали їм продовольство і провідників. Згодом, проте, відносини бурів та сото-тсвана істотно погіршилися, насамперед через викрадення худоби та земельних спорів.
Заснування Йоганнесбурга пов'язане з Вітватерсрандською золотою лихоманкою 1886 року. Не минуло багато часу, як після відкриття ця територія стала місцем прибуття різних шукачів пригод і фортуни з усього світу. Незабаром брудні села гірників, скупчені у таборі Феррейра, сформувалися в одне поселення. Пануючі тут звичаї забезпечили красномовну назву селища «Півмилі пекла», надалі перейменованого в Йоганнесбург.
Спочатку уряд Трансвалю не вірив, що золота лихоманка триватиме тривалий час, і накреслив невелику трикутну ділянку землі для будівництва міста. Ось чому центральні вулиці, ділові райони Йоганнесбурга, настільки вузькі.
Протягом своїх перших 10 років, місто стало найбільшим у Південній Африці, випереджаючи зростання Кейптауна, що старший від нього більше ніж на 200 років. Під час золотої лихоманки спостерігався масовий розвиток Йоганнесбурга та Вітватерсранда. А довколишні території стали найурбанізованішим районом Південної Африки.
Зростаюче економічне значення Йоганнесбурга привернуло увагу британців. Наприкінці 1895 року британська влада Капської колонії, окупованої англійцями ще на початку XIX століття, організувала провокацію, відому як рейд Джеймсона, метою якої було захоплення району золотих копалень навколо міста. Після її провалу відносини бурів та англійців стрімко загострювалися, поки нарешті під час Другої англо-бурської війни незалежні бурські республіки були завойовані Британської імперією.
З 1930-х у місті почалося бурхливе будівництво. Наприкінці 1940-х і на початку 1950-х почалося будівництво перших африканських хмарочосів у престижному районі Хілброу. У 1950-х і на початку 1960-х років для проживання чорношкірого населення було споруджено величезний житловий масив Соуето на південному заході міста. Нові автостради сприяли масовій заміській забудові на північ від міста. Наприкінці 1960-х і на початку 1970-х років величезні офісні вежі, такі як Карлтон-центр, сформували горизонт центрального ділового району.
До 1991 року злочинність у Йоганнесбурзі збільшилася.
Падіння режиму білої меншості в ПАР не призвело, на відміну від Родезії, до повної економічної та соціальної катастрофи, проте, як і вся країна, Йоганнесбург пережив економічний спад та різке зростання злочинності та антисанітарії. Центральний діловий район міста був фактично покинутий, численні хмарочоси були населені бездомними, бандитами та наркоманами. Район Хілброу, забудований престижними житловими висотками, перетворився на подобу Могадішо або Хараре. Частково ця ситуація зберігається до теперішнього часу, хоча влада вживає значних заходів щодо оздоровлення обстановки. Фокус економічної активності міста змістився північ, у населений білими район Сендтон.
У 2010 році на двох стадіонах міста Соккер-Сіті та Кока-Кола-Парк пройшли матчі чемпіонату світу з футболу.

## Клімат
Клімат міста — вологий субтропічний (Cwb за класифікацією кліматів Кеппена), має також виражений субекваторіальний характер: зимові місяці ясні і прохолодні, літні — вологі і теплі. Практично всі опади в місті випадають з жовтня по квітень. Середньорічний рівень опадів становить 713 мм. Найтепліший місяць — січень, найхолодніший — червень. Взимку середній мінімум у місті приблизно становить 4 °C, часті заморозки, а рідше фіксуються невеликі морози. Сніг буває дуже рідко, оскільки взимку практично відсутні опади.
Середня тривалість сонячного сяйва за рік складає 3124,4 години, при цьому без істотних змін за місяцями.

Вперше за 11 років 2023 року випав сніг.
| Клімат Йоганнесбурга                                                                                      | Клімат Йоганнесбурга | Клімат Йоганнесбурга | Клімат Йоганнесбурга | Клімат Йоганнесбурга | Клімат Йоганнесбурга | Клімат Йоганнесбурга | Клімат Йоганнесбурга | Клімат Йоганнесбурга | Клімат Йоганнесбурга | Клімат Йоганнесбурга | Клімат Йоганнесбурга | Клімат Йоганнесбурга | Клімат Йоганнесбурга |
| Показник                                                                                                  | Січ.                 | Лют.                 | Бер.                 | Квіт.                | Трав.                | Черв.                | Лип.                 | Серп.                | Вер.                 | Жовт.                | Лист.                | Груд.                | Рік                  |
| Абсолютний максимум, °C                                                                                   | 41,4                 | 33,5                 | 31,9                 | 29,3                 | 26,4                 | 23,1                 | 24,4                 | 26,2                 | 30,0                 | 32,2                 | 38,5                 | 39,4                 | 41,4                 |
| Середній максимум, °C                                                                                     | 25,6                 | 25,1                 | 24,0                 | 21,1                 | 18,9                 | 16,0                 | 16,7                 | 19,4                 | 22,8                 | 23,8                 | 24,2                 | 25,2                 | 21,9                 |
| Середня температура, °C                                                                                   | 19,5                 | 19,0                 | 18,0                 | 15,3                 | 12,6                 | 9,6                  | 10,0                 | 12,5                 | 15,9                 | 17,1                 | 17,9                 | 19,0                 | 15,5                 |
| Середній мінімум, °C                                                                                      | 14,7                 | 14,1                 | 13,1                 | 10,3                 | 7,2                  | 4,1                  | 4,1                  | 6,2                  | 9,3                  | 11,2                 | 12,7                 | 13,9                 | 10,1                 |
| Абсолютний мінімум, °C                                                                                    | 7,2                  | 6,0                  | 2,1                  | 0,5                  | −2,5                 | −8,2                 | −5,1                 | −5                   | −3,3                 | 0,2                  | 1,5                  | 3,5                  | −8,2                 |
| Норма опадів, мм                                                                                          | 125                  | 90                   | 91                   | 54                   | 13                   | 9                    | 4                    | 6                    | 27                   | 72                   | 117                  | 105                  | 713                  |
| Вологість повітря, %                                                                                      | 69                   | 70                   | 68                   | 65                   | 56                   | 53                   | 49                   | 46                   | 47                   | 56                   | 65                   | 66                   | 59                   |
| --- | -------------------- | -------------------- | -------------------- | -------------------- | -------------------- | -------------------- | -------------------- | -------------------- | -------------------- | -------------------- | -------------------- | -------------------- | -------------------- |
| Джерело: World Weather Information Service — JohannesburgJohannesburg/Jan Smuts Climate Normals 1961–1990 |                      |                      |                      |                      |                      |                      |                      |                      |                      |                      |                      |                      |                      |

## Економіка
Транспортний вузол, міжнародний аеропорт (за 29 км від міста).
Йоганнесбург — центр широкомасштабної торгівлі золотом і алмазами, які добувають в навколишніх горах.
Машинобудування (гірське обладнання, електротехнічна промисловість, автоскладання), хімічна, текстильна, харчова, шкіряно-взуттєва, деревообробна промисловості. Шліфування алмазів. ТЕС.

## Транспорт
Основний вид транспорту у місті автомобіль. Усередині міста існує мережа автострад. Громадський транспорт розвинений недостатньо. В основному, він представлений мікроавтобусами, також існує міський автобус Metobus. Крім цього у місті існує мережа швидкісних автобусів Rea Vaya.
Рейковий транспорт представлений приміськими поїздами Metrorail, які проходять через центр міста і з'єднують Йоганнесбург з Преторією, Соуето, Рандфонтейном та іншими містами Гаутенга. Центральний вузол системи — станція Парк. Від неї ж відходять поїзди далекого прямування в Кейптаун, Дурбан, Порт-Елізабет та Іст-Лондон. Також існує швидкісний приміський поїзд Gautrain, що складається з двох ліній довжиною 80 км і 10 станцій. Gautrain, з'єднує центр Йоганнесбурга (станцію Парк) з Сендтоном, Преторією та аеропортом. Система була відкрита у 2010 році до чемпіонату світу з футболу.
Найбільший аеропорт, розташований недалеко від Йоганнесбургу, міжнародний аеропорт імені Олівера Реджинальда Тамбо. Це головний аеропорт, який обслуговує внутрішні та міжнародні рейси ПАР, а також найбільш завантажений аеропорт Африки. Інший розташований недалеко від міста аеропорт — Великий центральний аеропорт.

## Туризм
Центр міста забудований хмарочосами, в яких розміщені офіси найбільших банків, національних промислових компаній, транснаціональних корпорацій, фондова біржа, великі готелі тощо. Райони Хілброу та Берея увійшли до списку найкримінальніших міських районів у світі.
Унікальний хмарочос Ponte City Apartments є порожнистим циліндром, висотою 173 метри — найвища будівля в Африці. У 1970-і роки будівля була одним з найпрестижніших житлових будинків у Йоханесбурзі, але наприкінці 1980-х, у період поступового скасування апартеїду, кримінальна обстановка в районі різко погіршилася, мешканці роз'їхалися і будівля була захоплена бандами, а центральний атріум був захоплений бандами. В останні роки були зроблені спроби облагородити будівлю, завали сміття були розчищені та введено режим цілодобової охорони, але будівля все ще залишається місцем проживання найбідніших верств населення  .
Сендтон є найбільшим культурно-комерційним центром країни. Особливу увагу привертає готельно-торговельний центр «Сендтон-Сан» із фешенебельними номерами, розгалуженою мережею ресторанів та ексклюзивними бутіками.
Район Соуето відомий як основна арена боротьби чорношкірого населення з режимом апартеїду. Тут у містечку Кліптаун була підписана Хартія Свободи і тривалий час проживав Нельсон Мандела.
Парк атракціонів «Голд-Ріф-Сіті» в районі закритих золотих шахт дозволяє зануритися в атмосферу епохи золотої лихоманки, коли місто будувалося. Тут можна спуститися в справжню шахту на глибину 270 метрів, переглянути процес плавки золота.
Колиска людства є пам'яткою всесвітньої спадщини ЮНЕСКО. Він розташований за 25 кілометрів на північний захід від міста. Печери Стеркфонтейн відомі тим, що є найбільшим похованням гомінід, там знайдено перший дорослий австралопітек африканський та перший майже повний скелет представника Australopithecine. Інші визначні пам'ятки: туристичне село Леседі; Хартбіспуртська дамба та Магалісбург є популярними місцями відпочинку мешканців міста. Музей походження людства містить велику експозицію, присвячену еволюції людини в Африці, а також багату колекцію наскального мистецтва.

## Відомі люди
Тут жив та помер єврейський композитор, етнолог і музикознавець Авраам Цві Ідельсон. Також у Йоганнесбурзі народилася південно-африканська співачка Міріам Макеба.
- Безіл Ретбоун (1892—1967) — англійський актор.

## Міста-побратими
- Аддис-Абеба, Ефіопія
- Баку, Азербайджан
- Бірмінгем, Велика Британія
- Лондон, Велика Британія
- Мумбаї, Індія
- Нью-Делі, Індія
- Нью-Йорк, США
- Віндгук, Намібія
- Оттава, Канада
- Монреаль, Канада
- Ванкувер, Канада
- Квебек, Канада
- Калгарі, Канада
- Вінніпег, Канада